# Parco nazionale della Una
Il parco nazionale della Una (in bosniaco Nacionalni park Una) è un parco nazionale della Bosnia ed Erzegovina e comprende un'area di 19 800 ettari attorno al corso superiore del fiume Una e al fiume Unac.

## Geografia

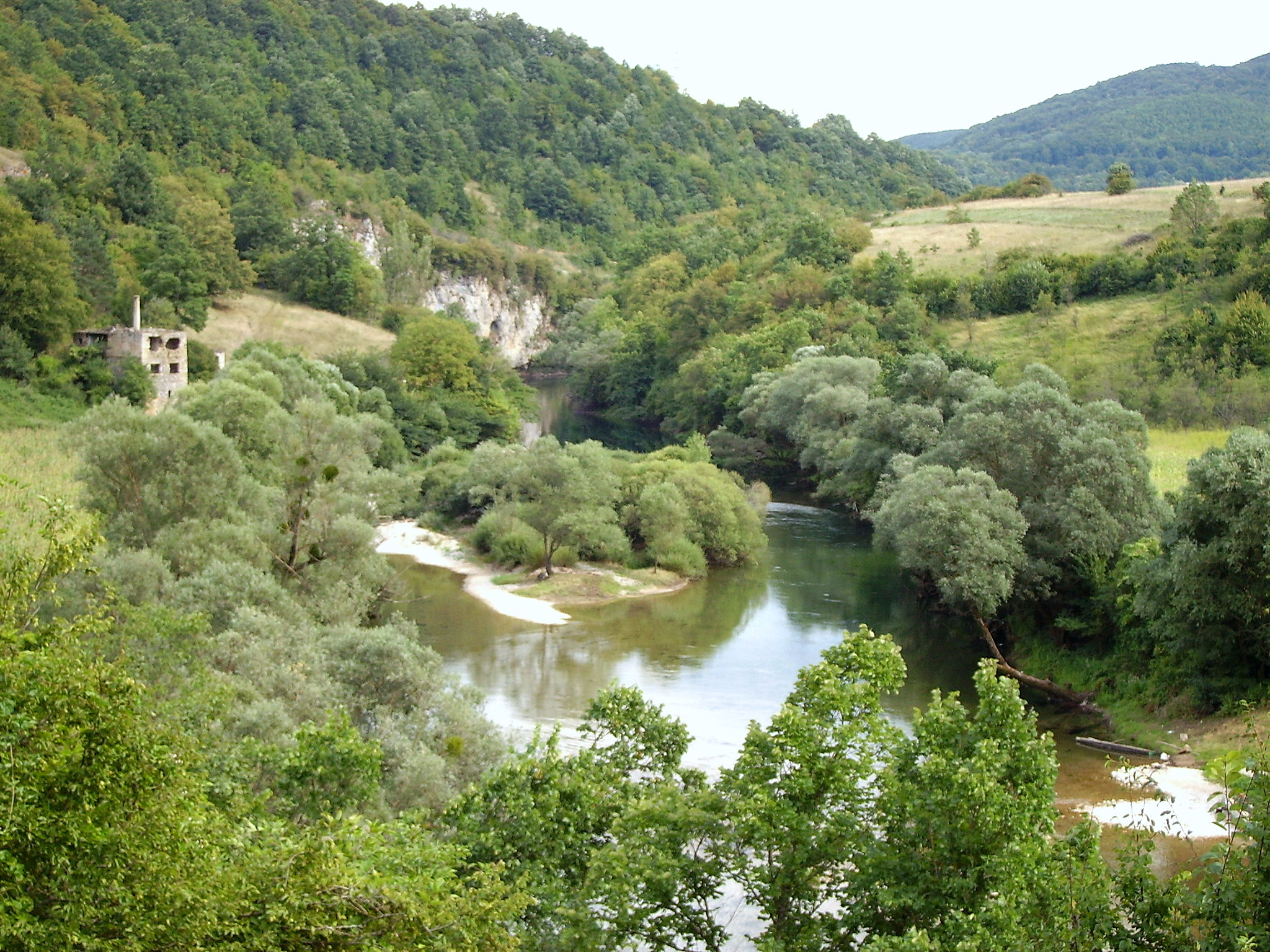
Il canyon dell'Una nei pressi di Kulen Vakuf.

Il parco si estende su una totalità di 19 800 ettari, di cui 13 500 sono in regime di tutela mirata e 6 300 in regime di sviluppo diretto. All'interno del parco sono consentite alcune attività economiche tradizionali e il turismo, purché rispettose delle leggi e dei valori locali.
L'area protetta è delimitato a sud-ovest dal breve corso del torrente Krka (da non confondersi con l'omonimo fiume croato) dalle sorgenti alla sua confluenza con l'Una, in corrispondenza del confine con la Croazia; il confine poi segue il confine di stato e il fiume Una, passando per Martin Brod dove l'Unac confluisce, con questo che delimita il parco sul suo lato sud-orientale.
Continuando più a nord, il parco si estende in lungo tra il confine con la Croazia e la strada R408, seguendo il corso del fiume Una fino al paese di Ripač, pochi chilometri a monte della città di Bihać.

### Idrografia

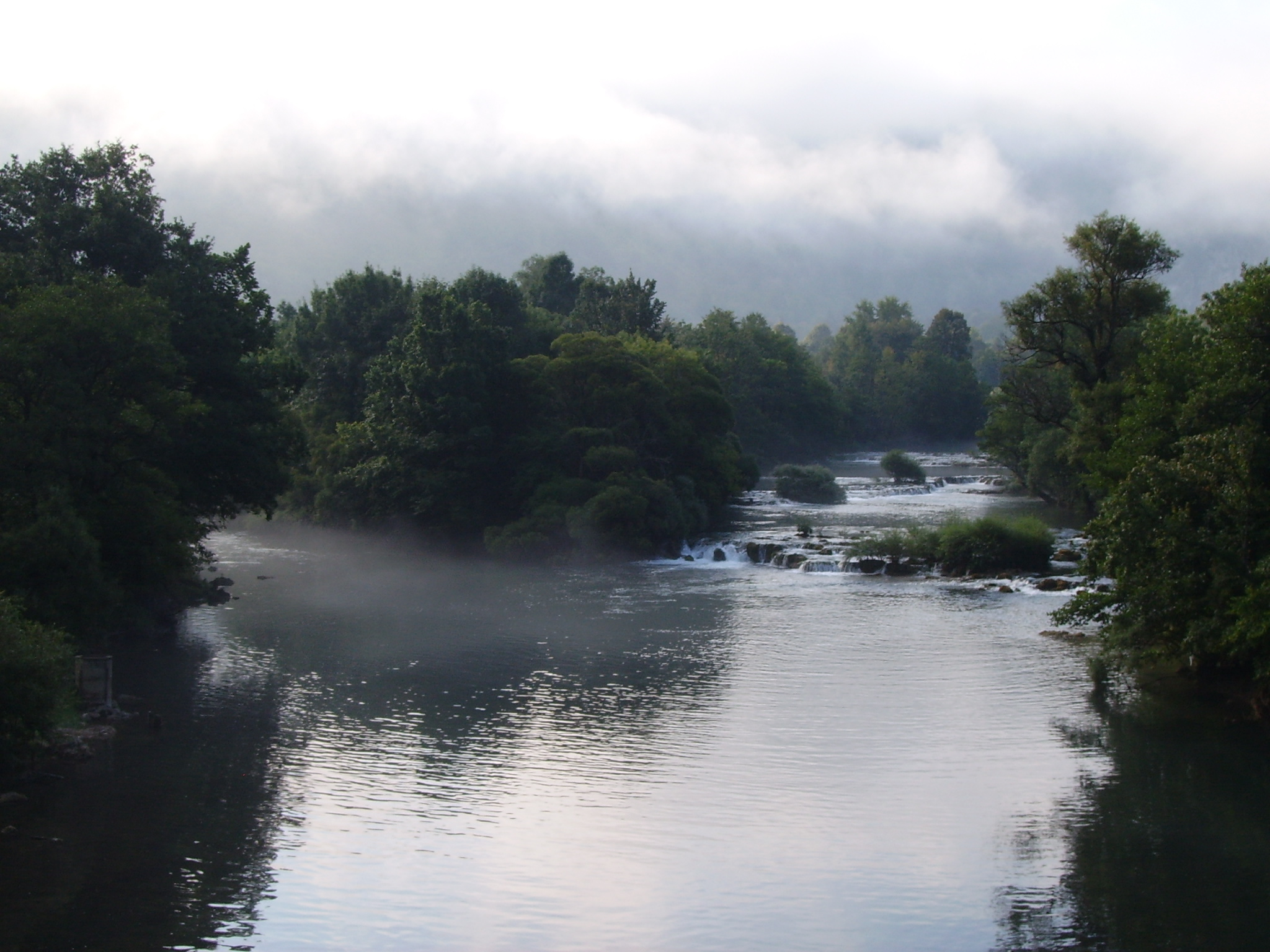
La confluenza dell'Unac con l'Una a Martin Brod.

Il parco è particolarmente conosciuto per i suoi corsi d'acqua e le sue cascate. Il fiume Una, da cui il parco prende il nome, nasce in territorio croato in un ambiente carsico e una volta entrato in Bosnia ed Erzegovina assume le caratteristiche di fiume di montagna circondato dalle ripide pareti dei canyon e con cascate e salti su basi di travertino come a Martin Brod, Štrbački buk, Troslap, Dvoslap e Ripač.
Il fiume Unac che nasce dal monte Šator, poco distante dal parco, entra nella riserva attraverso la gola Pojila e arriva a Martin Brod passando per un'altra gola stretta profonda 350 m, riversando poi le sue acque nell'Una. L'Unac a sua volta riceve parecchi affluenti. D'estate una parte del fiume si prosciuga, creando laghi poco profondi e caldi ricchi di pesci.
Il torrente Krka è il minore dei fiumi principali della riserva e scorre interamente all'interno del parco. L'accesso alle sorgenti è parecchio caratteristico e meta di escursionisti.
Le cascate più famose sono quelle di Martin Brod, dove ha luogo una popolare competizione di kayak, e Štrbački buk più a valle sul fiume Una. 

## Flora e fauna

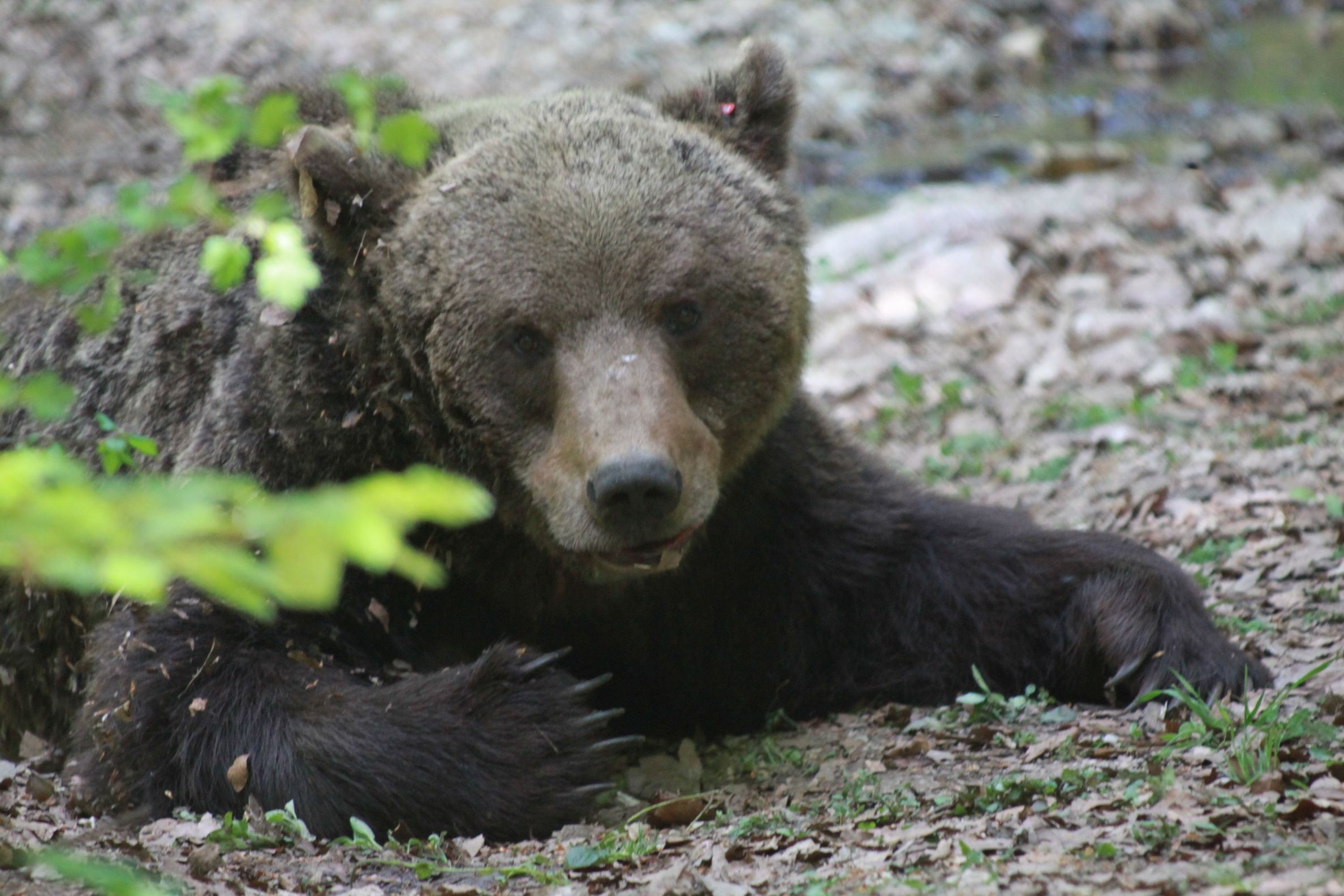
Un orso fotografato nel parco.

Il parco nazionale è rinomato per la sua biodiversità con 30 specie di pesci, 130 di uccelli, 60 di mammiferi e altri animali.
Tra i mammiferi, il parco ospita diversi roditori come l'arvicola di Fatio (Microtus multiplex), il quercino (Eliomys quercinus), la nutria (Myocastor coypus) e il topolino delle risaie (Micromys minutus) oltre a tre predatori come l'orso bruno, il lupo e la lince. Frequenti sono anche gli avvistamenti di lontre, tassi, donnole, ermellini e camosci.
Tra i pesci si citano la trota, il temolo (Thymallus thymallus), il cavedano (Leuciscus cephalus ) e la sanguinerola (Phoxinus phoxinus); mentre tra gli uccelli sono comuni il gallo cedrone (Tetrao urogallus), il francolino di monte (Tetrastes bonasia), la gallinella terrestre (Crex crex), ma anche picchi, gufi, paridi e pigliamosche del Vecchio Mondo e, tra i più maestosi, l'aquila reale (Aquila chrysaetos) e il falco pellegrino (Falco peregrinus).
Nel parco sono presenti inoltre diverse specie di rettili (l'algiroide magnifico, la lucertola di Horvath, la vipera dell'Orsini e diverse tartarughe come la testuggine palustre europea), anfibi e [farfalle.
Per quanto riguarda la flora, parecchie sono le specie endemiche: la genziana maggiore (Gentiana lutea), la genziana punteggiata (Gentiana punctata), la stella alpina (Leontopodium alpinum) e il pino mugo (Pinus mugo), la campanula della Una (Campanula unensis) e l'iris bosniaco (Iris reichenbachii Heuffel Bosniaca).

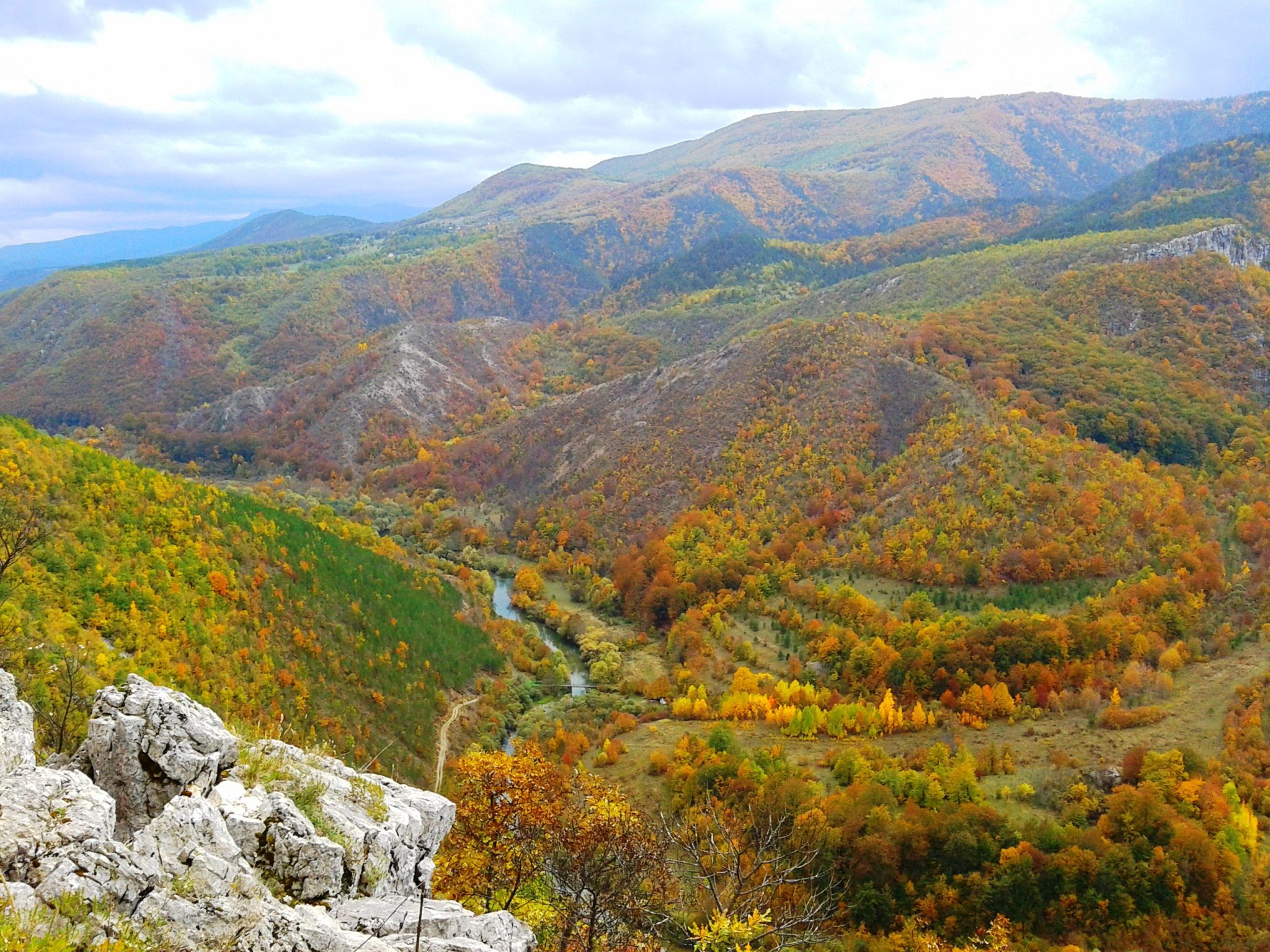
Il tipico aspetto del parco.

## Habitat ed ecosistemi
Gli habitat su terraferma sono prevalentemente prati, pascoli e foreste. Molto frequenti sono rocce e massicci calcarei che una volta sbriciolatisi sotto l'azione degli agenti atmosferici danno origine alle spiagge lungo le sponde dei fiumi che percorrono il parco.
Gli habitat acquatici sono costituiti dai fiumi Una, Unac e Krka. Questi non hanno sviluppato vegetazione macrofitica se non in poche lagune e anse meno turbolente.

## Geografia antropica

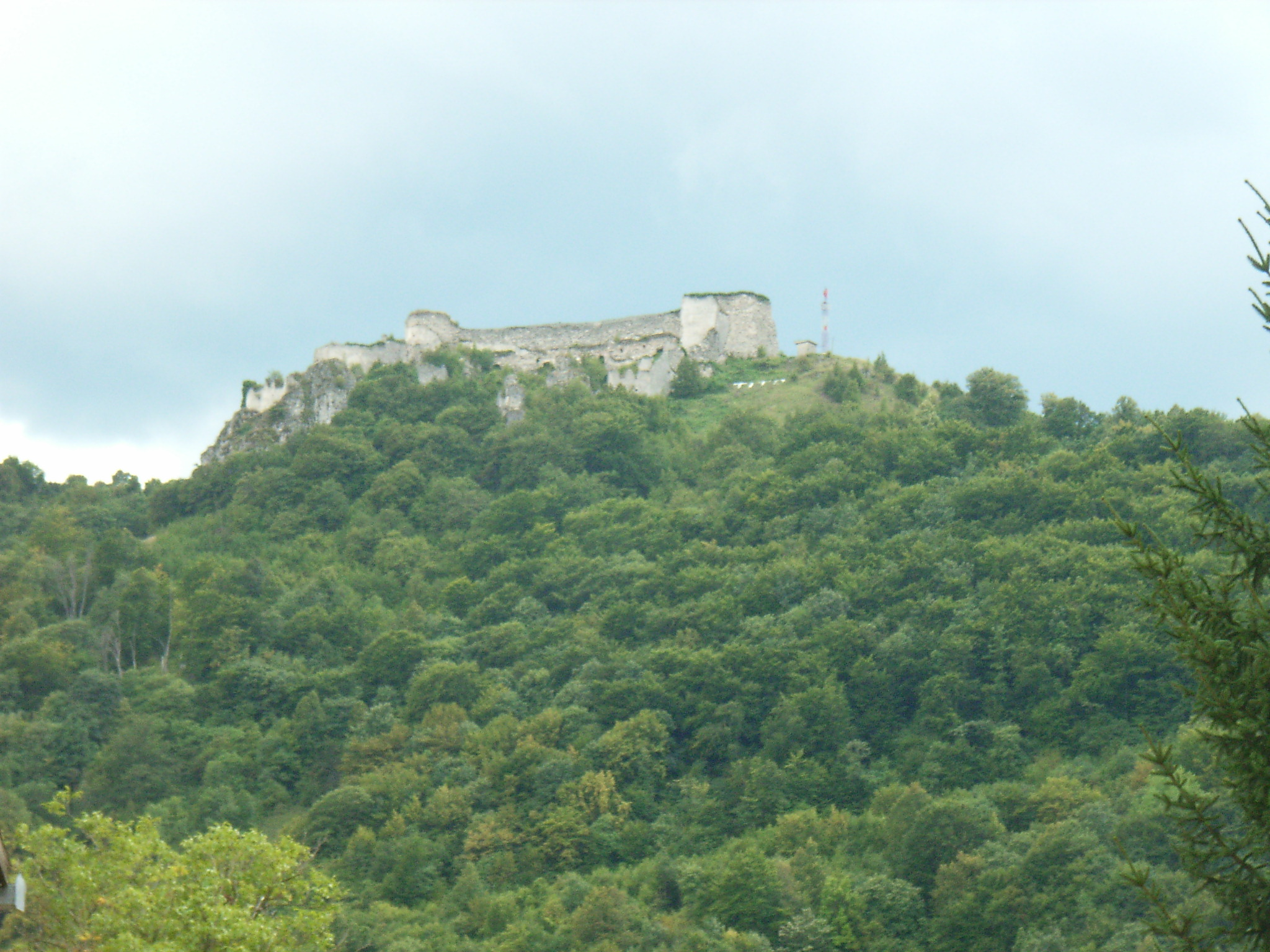
La fortezza di Kulen Vakuf.

L'area in cui si estende il parco è ricca di eredità storico-culturali e siti archeologici a testimonianza dell'antica presenza umana nella zona. Una dei segni dell'attività antropica sono le bučnica (delle macchine utilizzate per il lavaggio dei panni) e soprattutto i mulini ad acqua che ancora sono visibili soprattutto sulla riva destra del fiume Una.
Particolarmente interessanti sono il forte romano di Milančeva Kula, il monastero Rmanj e la fortezza medievale di Ostrovica.

## Attività

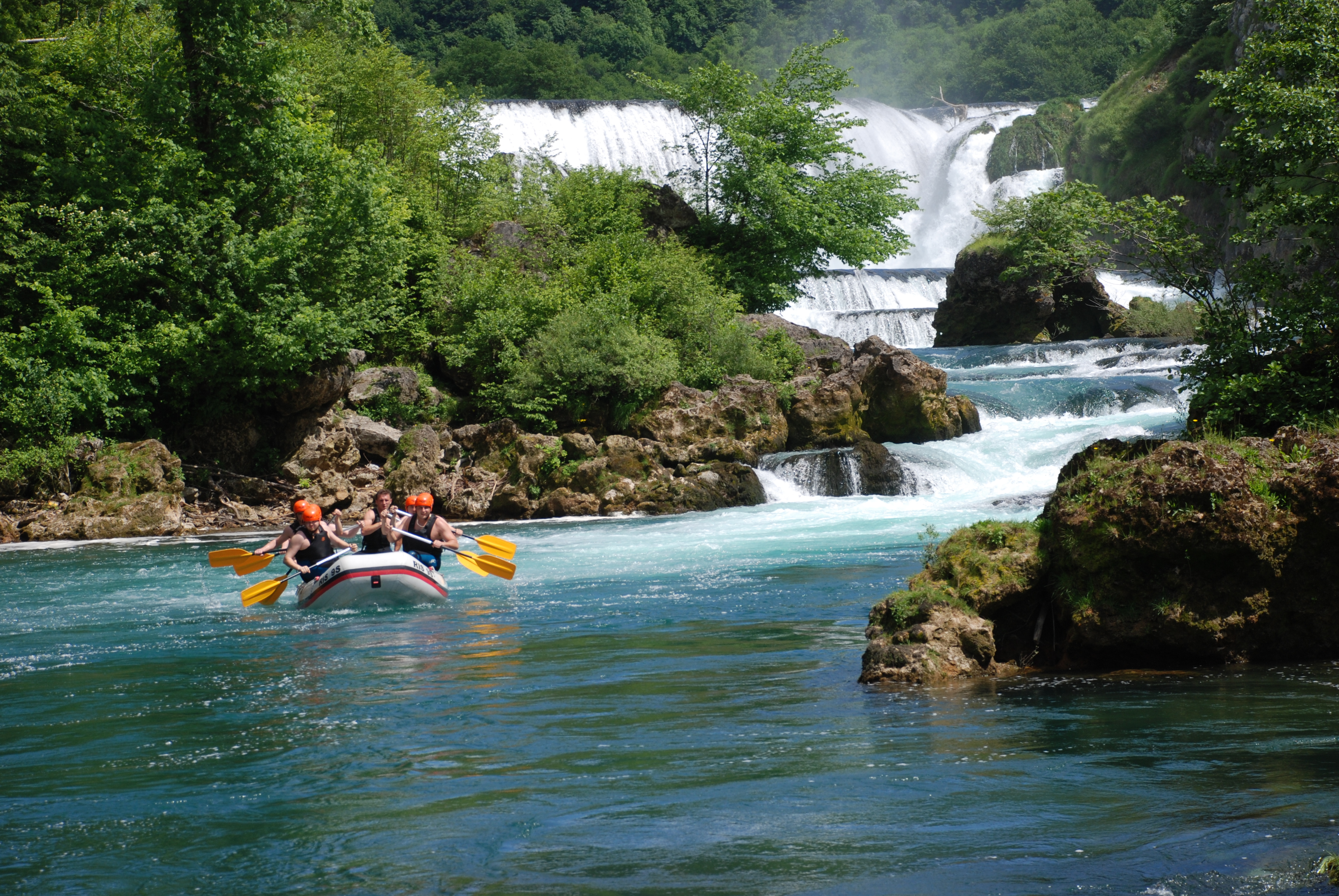
Rafting nei pressi delle cascate di Štrbački buk.

Oltre per il suo valore naturalistico il parco attrae parecchi appassionati di sport all'aria aperta come il rafting, il kayak, la pesca sportiva, il ciclismo e il mountain biking e l'escursionismo. Dai ponti nei centri abitati di Bihać e Bosanska Krupa si pratica anche il bungee jumping.